# Шадейская будка
Шадейская будка — отдельный дом (населённый пункт) в Кунгурском районе Пермского края России. Входил в Шадейское сельское поселение до его упразднения.

## География
Населённый пункт находится в центральной части Кунгурского района менее чем в 6 километрах от Кунгура на запад у железной дороги Пермь — Екатеринбург.

## Климат
Климат умеренно-континентальный с продолжительной снежной зимой и коротким, умеренно-тёплым летом. Средняя температура июля составляет +17,8 0С, января −15,6 0С. Среднегодовая температура воздуха составляет +1,3 °C. Средняя продолжительность периода с отрицательными температурами составляет 168 дней и продолжительность безморозного периода 113 дней. Среднее годовое количество осадков составляет 539 мм.

## Население
Постоянное население составляло 9 человек в 2002 году (100 % русские), 10 человек в 2010 году. В 2018 году фактически население 5 человек и 2 хозяйства.